# 路易·奥斯坦

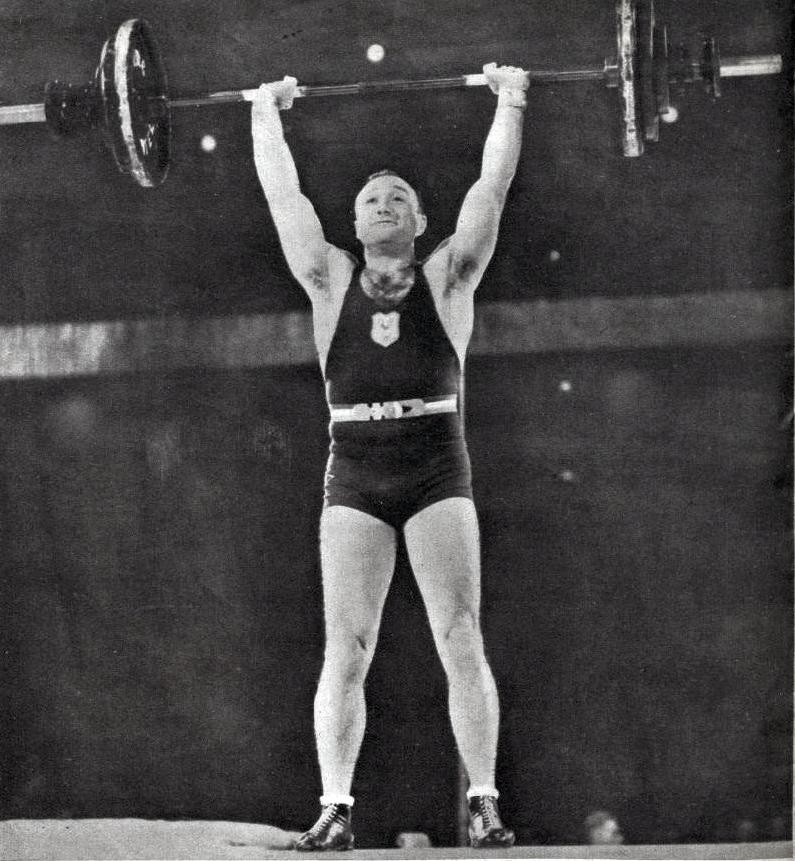
路易·奥斯坦
(攝於1936年夏季奥林匹克运动会举重比赛)

路易·奥斯坦（法語：Louis Hostin，1908年4月21日—1998年6月29日），法国男子举重运动员。他曾代表法国参加1928年、1932年和1936年夏季奥林匹克运动会举重比赛，共获得二枚金牌和一枚银牌。